# Henrik Wilhelmsson Kuyl
Henrik Wilhelmsson Kuyl, död 1710, var en svensk sjöofficer från Göteborg. Efter en tid i venetiansk tjänst tillfångatogs han av turkarna. Han konverterade till islam och blev sedermera kapten i den turkiska flottan under namnet "Ali Pascha". Han fungerade som rådgivare till legationspredikanterna Sven Agrell och Mikael Eneman, som skickats ut av den svenske kungen Karl XII för att studera turkarnas och grekernas religion, språk och seder. Hans bror Johan Kuyl adlades 1693 och tog då namnet Kuylenstierna.